# Звери дикого Юга
«Звери дикого Юга» (англ. Beasts of the Southern Wild) — независимый кинофильм режиссёра Бена Зайтлина, вышедший на экраны в 2012 году, триумфатор кинофестиваля «Сандэнс» и Каннского смотра. Лента основана на пьесе Люси Алибар Juicy and Delicious.

## Сюжет
Шестилетняя Хашпаппи живёт со своим отцом, Уинком, в лачуге на небольшом острове Бастаб у побережья Луизианы. Их непритязательная жизнь, скрашиваемая веселыми праздниками, которые устраивают местные жители, нарушается неожиданной болезнью Уинка. Он чувствует, что должен как можно скорее обучить дочь искусству выживания в этом мире, поскольку скоро она может остаться совсем одна. А вскоре мощный шторм обрушивается на остров…

## В ролях
- Кувенжаней Уоллис — Хашпаппи
- Дуайт Хенри — Уинк
- Леви Истерли — Жан Батист
- Лоуэлл Лэндес — Уолрус
- Памела Харпер — Литтл Джо
- Джина Монтана — мисс Батшеба
- Джован Хэтэуэй — повар

## Награды и номинации
- 2012 — приз «Золотая камера» Каннского кинофестиваля, а также специальные упоминания ФИПРЕССИ и экуменического жюри и награда Prix Regards Jeune (все — Бен Зайтлин).
- 2012 — два приза кинофестиваля «Санденс»: Гран-при жюри в драматической категории (Бен Зайтлин) и премия за операторскую работу (Бен Ричардсон).
- 2012 — номинация на премию британского независимого кино за лучший зарубежный независимый фильм.
- 2012 — приз Sutherland Trophy Британского института кино (Бен Зайтлин).
- 2012 — четыре номинации на премию «Независимый дух»: лучший фильм, лучшая режиссёрская работа (Бен Зайтлин), лучшая женская роль (Кувенжаней Уоллис), лучшая операторская работа (Бен Ричардсон).
- 2012 — три номинации на премию «Спутник»: лучший фильм, лучшая музыка (Дэн Ромер), лучшая операторская работа (Бен Ричардсон).
- 2012 — две премии Национального совета кинокритиков США: «Прорыв года» (Кувенжаней Уоллис), лучший режиссёрский дебют (Бен Зайтлин), а также включение в список десяти лучших фильмов года.
- 2012 — Американский институт киноискусства назвал фильм одной из десяти лучших кинокартин года.[2]
- 2013 — номинация на премию BAFTA за лучший адаптированный сценарий.
- 2013 — четыре номинации на премию «Оскар»: лучший фильм, лучший режиссёр, лучшая женская роль (Кувенжаней Уоллис стала самой юной номинанткой в этой категории) и лучший адаптированный сценарий.